# Nustera
Nustera is een kevergeslacht uit de familie van de boktorren (Cerambycidae). De wetenschappelijke naam van het geslacht werd voor het eerst geldig gepubliceerd in 1974 door Villiers.

## Soorten
Nustera omvat de volgende soorten:
- Nustera distigma (Charpentier, 1825)
- Nustera lindbergi (Villiers, 1943)